# Muzeum Narodowe Ziemi Przemyskiej w Przemyślu
Muzeum Narodowe Ziemi Przemyskiej w Przemyślu – placówka muzealna w Przemyślu, założona w 1909 z inicjatywy miejscowych działaczy społecznych jako Muzeum Towarzystwa Przyjaciół Nauk w Przemyślu. Uroczyste otwarcie pierwszej ekspozycji miało miejsce 10 kwietnia 1910. Zalążkiem zbiorów była kolekcja prywatna Kazimierza i Tadeusza Osińskich oraz liczne dary społeczeństwa.
W 1921, po przystąpieniu do Związku Muzeów Historyczno-Artystycznych w Poznaniu, przyjęło nazwę Muzeum Narodowe Ziemi Przemyskiej, reaktywowaną w 1984.
W okresie międzywojennym placówka borykała się z problemami finansowymi i lokalowymi, kilkakrotnie zmieniając siedzibę. W 1945 Muzeum przejęło zbiory Ukraińskiego Muzeum 'Strywihor”, zarekwirowane przez władze polskie. Po II wojnie światowej, w 1946 placówka otrzymała również okazały budynek po biskupstwie greckokatolickim przy pl. Czackiego 3.
W roku 2008 zakończono budowę nowego budynku dla Narodowego Muzeum Ziemi Przemyskiej w miejscu, gdzie kilkadziesiąt lat temu znajdowały się zabudowania żydowskie.
Nowy gmach Muzeum Narodowego Ziemi Przemyskiej zaprojektowany przez firmę KKM Kozień Architekci był jednym z polskich kandydatów do Nagrody im. Miesa van der Rohe 2009, prestiżowego wyróżnienia przyznawanego co dwa lata przez Fundację Miesa van der Rohe i Komisję Europejską najlepszym europejskim realizacjom.
W magazynach muzeum znajdują się między innymi obszerne zbiory dotyczące pracy naukowej profesora Rudolfa Weigla: elementy wyposażenia laboratorium instytutu, książki i czasopisma naukowe z publikacjami prac naukowych i referatów, fotografie i gazety z artykułami na temat prof. Weigla ofiarowane w dużej mierze przez prof. Stefana Kryńskiego.
W maju 2016 roku rozpoczęła swą działalność Scena Bunkier w siedzibie Muzeum, która prezentuje spektakle i koncerty, spotkania z twórcami, dziennikarzami i ludźmi kultury.

## Oddziały

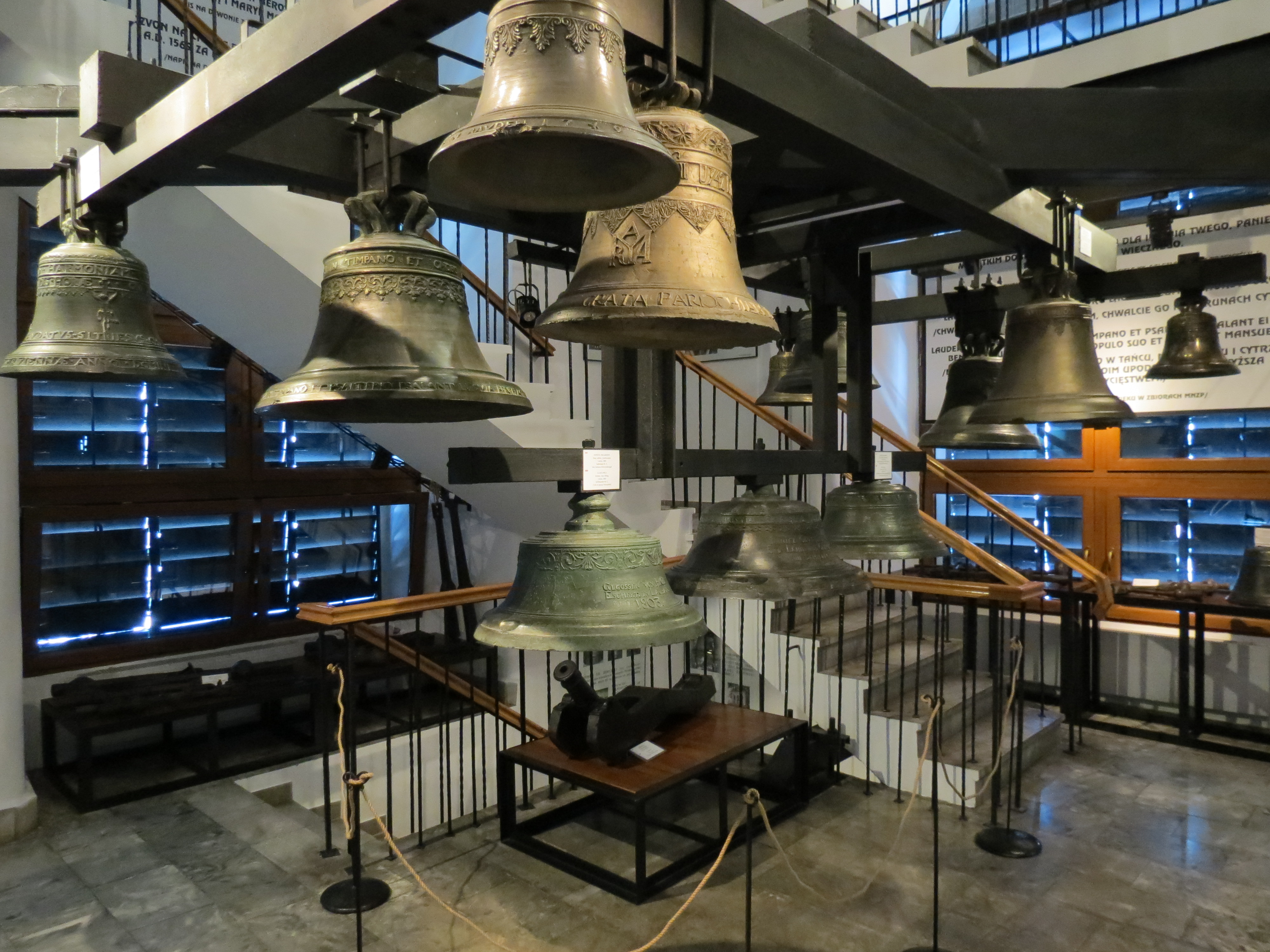
Wnętrze Wieży Zegarowej - Muzeum Dzwonów i Fajek

### Muzeum Dzwonów i Fajek
Istnieje od 2001 roku. Mieści się w późnobarokowej Wieży Zegarowej w Starym Mieście. Wieża ta wzniesiona została jako dzwonnica unickiej katedry, po kasatach józefińskich stała się własnością miasta, a w 1983 otrzymało ją Muzeum Narodowe. Remonty mające przygotować budynek do funkcji wystawienniczych zakończyły się w 2002 roku. Urządzono tu ekspozycję fajkarstwa (pierwsze i siódme piętro) oraz ludwisarstwa (od drugiego do piątego piętra), z których to Przemyśl zasłynął na przestrzeni dziejów. Ponadto Wieża posiada dwa tarasy widokowe.

### Muzeum Historii Miasta Przemyśla
Otwarte w 2005 roku. Siedzibą Muzeum jest XVI-wieczna kamienica Brzykowska (od nazwiska Brzyków, dawnych właścicieli).